# HMS M2
HMS M2 – brytyjski duży okręt podwodny z lat 20. XX wieku, należący do typu M, zaprojektowanego specjalnie do przenoszenia silnego uzbrojenia artyleryjskiego. W latach 1924−1928 przystosowany do przenoszenia wodnosamolotu, zatonął w tragicznym wypadku w styczniu 1932 roku.

## Historia
W początkowym okresie I wojny światowej w brytyjskiej Admiralicji powstawały różne koncepcje prowadzenia działań przez okręty podwodne. Jedna z nich, wysunięta i promowaną przez Pierwszego Lorda Morskiego, admirała Johna Fishera, było uzbrojenie jednostek oceanicznych w działo okrętowe dużego kalibru, które miało być skuteczniejsze i tańsze w zwalczaniu nieprzyjacielskiej żeglugi. Już po odejściu lorda Fishera z zajmowanego stanowiska powstał projekt takiego okrętu i, po uzyskaniu akceptacji, został skierowany do realizacji. Dwie pierwsze z czterech zamówionych jednostek miała zbudować stocznia koncernu Vickersa w Barrow-in-Furness.
Stępkę pod przyszły HMS M2 położono 13 lipca 1916 roku, wodowanie odbyło się 15 kwietnia 1919 roku, zaś budowę zakończono 5 listopada tegoż roku. Po zakończeniu prób morskich okręt wszedł do służby w Royal Navy 14 lutego 1920 roku. Podobnie jak bliźniacze M1 i M3, działał w ramach Floty Atlantyckiej. W 1923 roku, w wyniku niekontrolowanego zanurzenia, zszedł na głębokość 73 metrów, o 12 m przekraczającą dopuszczalną bezpieczną głębokość ustaloną dla jednostek typu M. W następnym roku na okręcie doszło do najpierw poważnej awarii maszyn, zaś w kilka miesięcy później do przypadkowego rozerwania lufy armaty kal. 305 mm podczas strzału ćwiczebnego.
W latach 1924−1928 M2 został przebudowany w stoczni w Chatham na podwodny nosiciel wodnosamolotu. Konwersja ta spowodowana była po części ustaleniami traktatu waszyngtońskiego, zezwalającego na przenoszenie przez okręty podwodne dział o maksymalnym kalibrze 203 mm. W miejsce armaty wraz z osłoną zabudowano hangar dla niewielkiego wodnosamolotu Parnall Peto, którego dwa egzemplarze zbudowano specjalnie do tego celu w zakładach Parnall w Bristolu. Po ponownym wejściu do linii M2 był wykorzystywany jako okręt doświadczalny do sprawdzenia przydatności wprowadzonych rozwiązań i udoskonalenia procedur wykorzystania lotnictwa pokładowego przez okręty podwodne.
26 stycznia 1932 roku okręt wypłynął z bazy Portland na ćwiczenia, których celem było doprowadzenie do jak najszybszego startu wodnosamolotu po wynurzeniu na powierzchnię. Ostatni sygnał radiowy odebrano o godz. 10.11. Gdy do popołudnia M2 nie powrócił do bazy, Royal Navy zarządziła poszukiwania. Po kilku dniach wydano oświadczenie, że okręt prawdopodobnie zatonął wraz z cała załogą, w wyniku nieszczęśliwego wypadku. Ostatecznie wrak odnaleziono 3 lutego. Próby podniesienia go na powierzchnie nie powiodły się, i pozostał na głębokości około 33 metrów, chroniony jako grób podwodny przez Protection of Military Remains Act. W katastrofie zginęło 59 członków załogi oraz obserwator ćwiczeń.